# Paul Stanley (album)
Paul Stanley is een soloalbum van Paul Stanley, de gitarist van de hardrockband Kiss. Het album verscheen op 18 september 1978 en werd geproduceerd door Paul Stanley en Jeff Glixman.
Het album werd tegelijkertijd met soloalbums van de drie (toenmalige) andere leden van Kiss uitgebracht.
Er is één single van uitgebracht: Hold Me, Touch Me (Think of Me When We're Apart).

## Nummers
1. "Tonight You Belong to Me" (Paul Stanley)
2. "Move On" (Stanley, Mikel Japp)
3. "Ain't Quite Right" (Stanley, Japp)
4. "Wouldn't You Like to Know Me" (Stanley)
5. "Take Me Away (Together as One)" (Stanley, Japp)
6. "It's Alright" (Stanley)
7. "Hold Me, Touch Me (Think of Me When We're Apart)" (Stanley)
8. "Love in Chains" (Stanley)
9. "Goodbye" (Stanley)